# Alfred Pritz

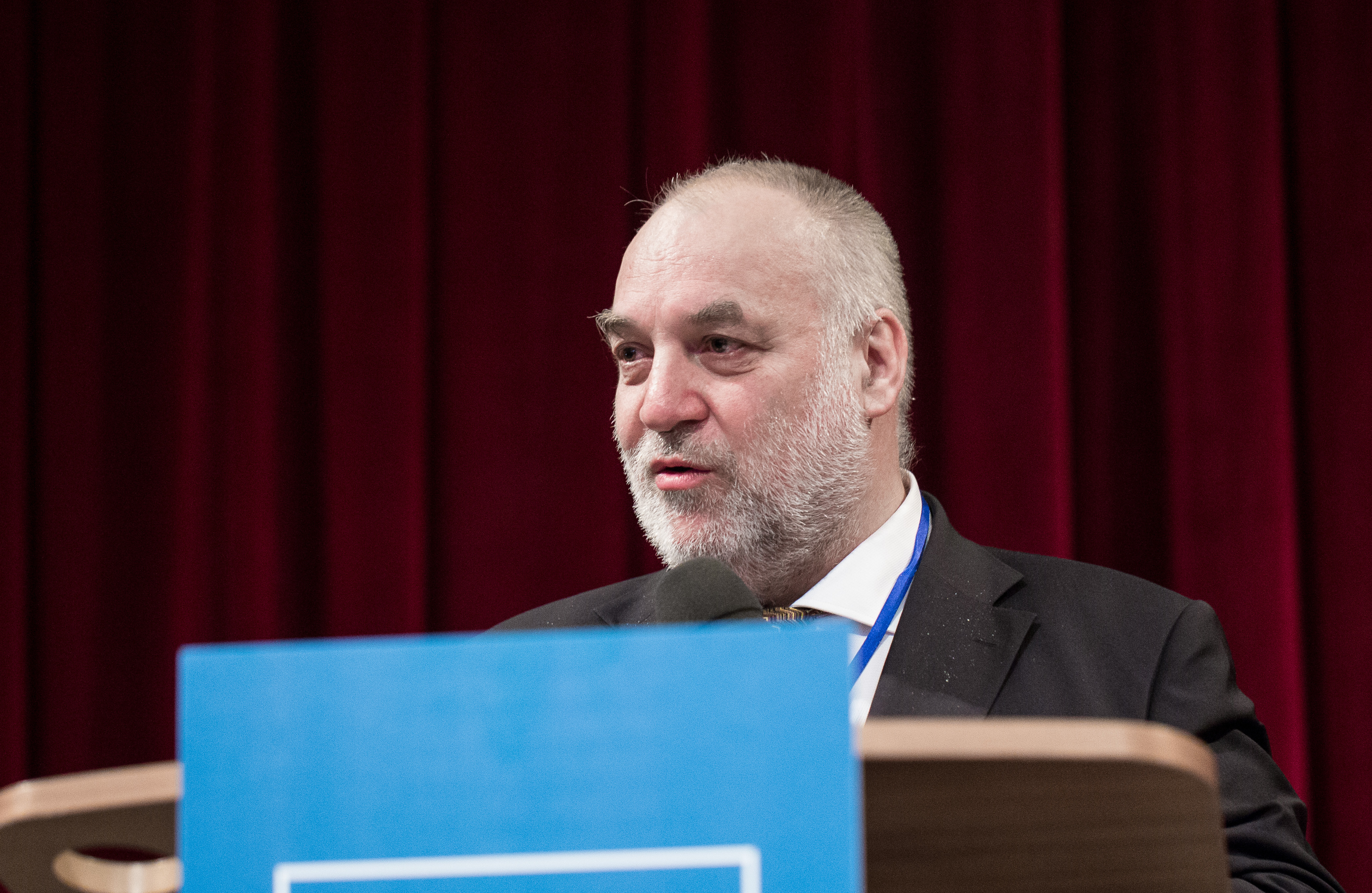
Alfred Pritz, 2013

Alfred Pritz (* 31. Oktober 1952 in St. Lorenzen bei Scheifling) ist ein österreichischer Psychoanalytiker, Publizist, Herausgeber, Gründungsrektor der Sigmund Freud Privatuniversität Wien und Präsident des World Council for Psychotherapy.

## Kurzbiographie
Neben und nach dem Studium der Psychologie, Psychopathologie und Pädagogik in Salzburg absolvierte Alfred Pritz zahlreiche therapeutische Ausbildungen (nach Carl Rogers, Gestalttherapie, Hypnose und schließlich auch Psychoanalyse in Wien).
Nach seiner Promotion arbeitete er ab 1977 als Psychotherapeut am Ambulatorium der Wiener Gebietskrankenkasse und befasste sich überwiegend mit Therapien von alten Menschen, Neurosen und Persönlichkeitsstörungen. Er setzte sich für die kassenfinanzierte Therapie alter Menschen ein und propagierte Kurztherapien in Gruppen. Seit 1978 nimmt er zahlreiche Lehraufträge im In- und Ausland wahr, u. a. in der Ukraine, in Albanien, Südafrika und China. 1980 hatte er einen Forschungsaufenthalt am Albert Einstein Hospital in New York bei Leo Bellak. Seit 1991 ist er als Lehranalytiker für Einzel- und Gruppenanalyse in Wien tätig. 1995 war er im Senat des Internationalen Menschenrechts-Tribunals (50 Jahre Zweite Republik, 50 Jahre Unterdrückung und Verfolgung von Lesben und Schwulen in Österreich) vertreten; 1996 setzte er sich in einem Unterausschuss des Justizausschusses im österreichischen Parlament für die Gleichstellung dieser Bevölkerungsgruppe und die Beendigung der strafrechtlichen Verfolgung ein.

## Beruflicher Werdegang
Als stellvertretender Vorsitzender des Dachverbandes Österreichischer Psychotherapeutischer Vereinigungen war Pritz ab 1986 am Zustandekommen des Psychotherapie-Gesetzes beteiligt. Gemeinsam mit Hans Strotzka und Raoul Schindler engagierte er sich im Österreichischen Arbeitskreis für Gruppentherapie und Gruppendynamik (ÖAGG), einer Ausbildungs- und Forschungseinrichtung auf dem Gebiet der Gruppenarbeit. 1991 wurde er zum Präsidenten des Österreichischen Psychotherapieverbandes, 1996 zum Präsidenten des Weltverbandes gewählt. In diesen Funktionen organisierte und leitete er bislang drei Weltkongresse für Psychotherapie in Wien (1996, 1999, 2002) und engagierte sich für weitere Weltkongresse in Buenos Aires (2005), Peking (2008) und Sydney (2011).
In den Jahren 2003 bis 2005 war Pritz im Versöhnungsprojekt mit Psychotherapeuten in den ehemaligen Ländern Jugoslawiens engagiert. Seit den frühen 1990er Jahren ist Alfred Pritz (auch in europäischen Septimus- und Tacis-Projekten) um den Aufbau einer psychotherapeutischen Infrastruktur in den postkommunistischen Ländern Albanien, Lettland, Russland und Ukraine, sowie um die Integration von Flüchtlingen in Österreich bemüht.
2005 gründete er – gemeinsam mit Jutta Fiegl, Heinz Laubreuter und Elisabeth Vykoukal – die weltweit erste Universität für Psychotherapiewissenschaften, die Sigmund Freud PrivatUniversität Wien. Die dort eingerichtete Ambulanz, dessen Leiter er zu Beginn war, beteiligt sich an der psychotherapeutischen Grundversorgung für drei Wiener Gemeindebezirken. Weiters konzipierte er gemeinsam mit Elisabeth Vykoukal ein Forschungsprojekt zum Messie-Syndrom und betreut und fördert Diplomarbeiten und Dissertationen über Psychotherapie für marginalisierte und diskriminierte Bevölkerungsgruppen.
Im August 2024 wurde bekanntgegeben, dass Johannes Pollak, der bisherige Rektor der Webster Vienna Private University, mit August 2025 Alfred Pritz als Rektor der Sigmund Freud Privatuniversität nachfolgen soll.

## Als Herausgeber
Alfred Pritz ist neben seiner eigenen Forschung als Herausgeber zahlreicher Sammelwerke hervorgetreten.  Gemeinsam mit Gerhard Stumm hat er insbesondere an den enzyklopädischen Werken Wörterbuch der Psychotherapie und Persönlichkeitslexikon der Psychotherapie mitgearbeitet.

## Funktionen
- Stellvertretender Vorsitzender des Dachverbandes Österreichischer Psychotherapeutischer Vereinigungen, 1986–1992
- Generalsekretär des Österreichischen Arbeitskreises für Gruppentherapie und Gruppendynamik (ÖAGG), 1991–2001
- Präsident des Österreichischen Bundesverband für Psychotherapie (ÖBVP), 1991–2001
- Generalsekretär des Europäischen Verbandes für Psychotherapie (EAP), seit 1991
- Proponent, Mitgründer und Präsident des World Council for Psychotherapy, seit 1995
- Obmann des Marianne-Ringler-Forschungsförderungsvereins, seit 2004
- Rektor der Sigmund Freud PrivatUniversität Wien, 2005 bis 2025[1]

## Ehrungen
- 1992: Silbernes Ehrenzeichen für Verdienste um die Republik Österreich[3]
- 2001: Goldenes Ehrenzeichen für Verdienste um die Republik Österreich[3]
- 2011: Österreichisches Ehrenkreuz für Wissenschaft und Kunst
- 2013: Goldenes Ehrenzeichen für Verdienste um das Land Wien

Außerdem wurden Alfred Pritz bislang vier Ehrendoktorate verliehen – 1997 von der Medizinischen Universität in Lemberg, 2006 vom Osteuropäischen Institut für Psychoanalyse in St. Petersburg, 2009 von der Universidad Ricardo Palma in Lima und 2010 von der Nationaluniversität Kiew.
Seit 2011 fungiert Pritz als Auswärtiges Mitglied der Ukrainischen Akademie der Pädagogischen Wissenschaften.

## Publikationen

### Als Autor
- Selbsthilfe bei Stress, Einführung in das Autogene Training, Hollinek Wien, 1984
- Kurzgruppenpsychotherapie, Springer Heidelberg, 1990
- Psychologengesetz, Psychotherapiegesetz, Kurzkommentar, gemeinsam mit M. Kierein und G. Sonneck, Orac Wien, 1991
- Fachartikel in verschiedenen Zeitschriften und Fachbüchern

### Als Herausgeber
- Das schmutzige Paradies, Psychoanalytische Beiträge zur ökologischen Bewegung, Böhlau, 1983
- mit G. Sonneck: Medizin für Psychologen und nichtärztliche Psychotherapeuten, Springer Heidelberg, 1990
- mit H. Petzold: Der Krankheitsbegriff in der modernen Psychotherapie, Junferman Paderborn, 1992
- mit P. Muhr: Philosophie auf der Couch. Psychoanalytische Exkursionen in philosophische Texte, WUV Wien, 1994
- mit H. Dellisch: Psychotherapie im Krankenhaus, Orac Wien, 1994
- mit S. Madu und P. Baguma: Psychotherapy in Africa First investigations, WCP-Verlag Wien, 4 Bände 1996–99
- Psychotherapie – eine neue Wissenschaft vom Menschen, Springer Wien-New York, 1996
- Die Welt der Psychotherapie, mit. T.Wenzel, Facultas Wien, 1999
- Wörterbuch der Psychotherapie, gemeinsam mit G. Stumm, Springer Wien-New York, 2000
- mit E. Töpel: Mediation in Österreich, 2000, Orac, Wien
- mit E. Vykoukal: Gruppenpsychoanalyse, 2001 Facultas Wien, zweite Auflage 2003
- Globalized Psychotherapy, Facultas, 2002
- Das psychotherapeutische Gutachten, mit P.Lanske, Orac LexisNexis Wien, 2003
- Persönlichkeitslexikon der Psychotherapie, gemeinsam mit G. Stumm, P. Gumhalter, P. Voracek, N. Nemeskeri, Springer Wien 2005
- Einhundert Meisterwerke der Psychotherapie, Springer, Wien-New York 2008
- Das Messie-Syndrom, gemeinsam mit E. Vykoukal, Katharina Reboly und N. Agdari-Moghadam, Springer Wien-New York, 2008
- Rausch ohne Drogen. Substanzungebundene Süchte, gemeinsam mit Dominik Batthyany, Springer Wien-New York, 2009
- Buchreihe Psychotherapie, Psychologie und Psychosoziale Medizin, LexisNexis Verlag Wien, seit 1992

### Vorträge
- Videos von Vorträgen von Alfred Pritz